# Инспекцията на господин Анатол
„Инспекцията на господин Анатол“ (на полски: Inspekcja pana Anatola) е полска криминална комедия на режисьора Ян Рибковски от 1959 година. Продължение на филмите Шапката на господин Анатол и Господин Анатол търси милион.

## Сюжет
Анатол Ковалский работи в застрахователна фирма. Той пристига в град, където тече подготовка за провеждането на конкурс за красота. Анатол официално е в отпуск, но всъщност разследва афера свързана с изчезването на голямо количество дамски плажни костюми. Във влака Анатол случайно сменя куфара си с този на друг пътник, чужденец. Заради това той постига неочакван успех – всички в града си мислят, че той е пристигнал да търси талантливи момичета за чуждестранен филм.

## В ролите
- Тадеуш Фийевски, като Анатол Ковалский
- Хелена Маковска-Фийевска, като съпругата на Анатол
- Станислав Яворски, като майора от милицията
- Бронислав Павлик, като Станислав Заремба
- Зигмунт Хмиелевски, като Ян Волски, директорът на застрахователната компания
- Барбара Поломска, като Бася Квятковска
- Стефания Гурска, като Филомена
- Александер Дзвонковски, като Фелюс Пивко
- Миечислав Павликовски, като Аполо Годоц
- Лудвиг Беноа, като Барнаба Старски
- Магдалена Целювна, като Зося